# توبی گاد
توبی گاد (انگلیسی: Toby Gad؛ زادهٔ ۱۲ آوریل ۱۹۶۸) موسیقی‌دان اهل آلمان است. وی از سال ۱۹۸۹ مشغول فعالیت بوده‌است.